# Gasoductos transmagallánicos de Argentina
Los gasoductos transmagallánicos de la Argentina refieren a dos ductos que cruzan las aguas marinas de la región oriental del estrecho de Magallanes transportando gas natural desde el sector argentino de la isla Grande de Tierra del Fuego hacia al sector continental de dicho país, para luego ser conducido hacia los centros de consumo de gran parte de esa república.

## Características geográficas del área

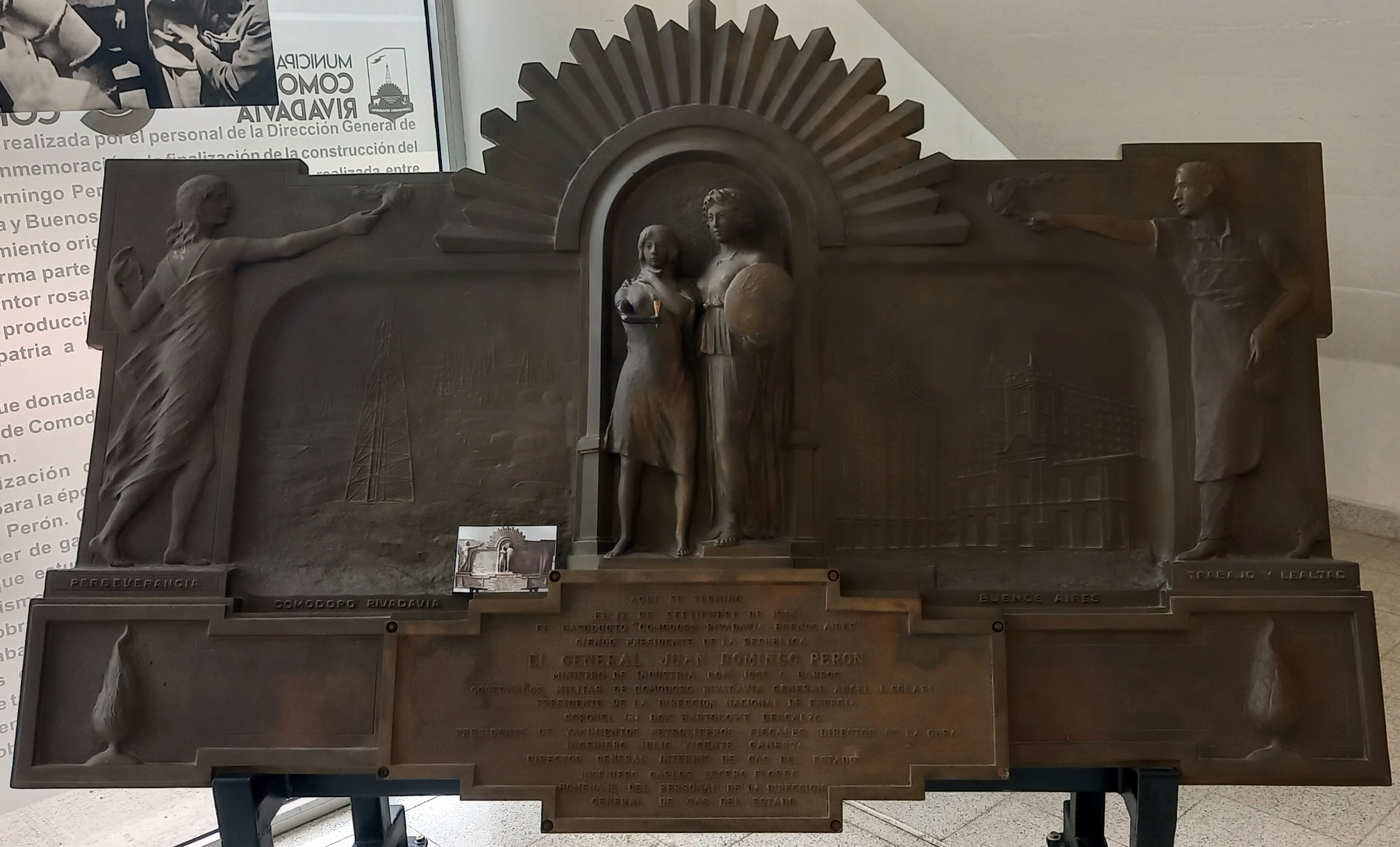
Placa conmemorativa de la inauguración del gasoducto por el presidente Perón.

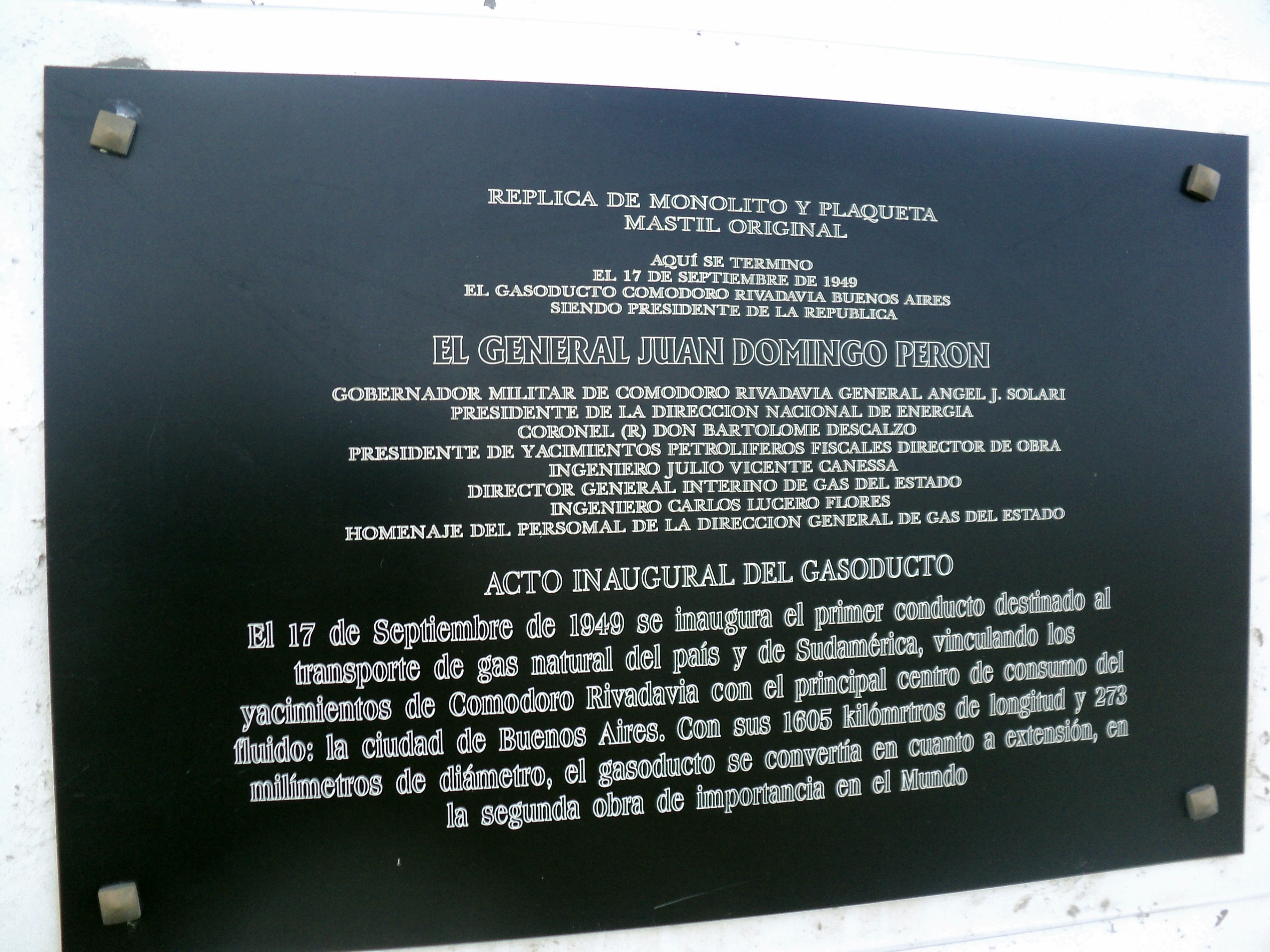
Réplica de la laca que conmemoró la apertura del gasoducto CR-BS AS

El estrecho de Magallanes es un cuerpo acuático marino interpuesto entre el archipiélago de Tierra del Fuego y el bloque continental sudamericano, en el extremo austral de América. Este canal natural es un paso que comunica las aguas abiertas del océano Pacífico —situadas en el oeste— con las del Atlántico —ubicadas en el este—; en ambos océanos el estrecho presenta bocas de entrada-salida, por las cuales las embarcaciones se introducen o salen del mismo hacia o desde las aguas oceánicas abiertas. La entrada occidental —tanto en la orilla fueguina como en la opuesta— pertenece a Chile; lo mismo ocurre en el largo recorrido interno, pero las aguas presentes en su salida atlántica —en la boca oriental— pertenecen a la Argentina al igual que ambas orillas. 
La entrada desde el Atlántico de los barcos que pretenden circular hacia el oeste por el estrecho es controlada por la Estación de Vigilancia y Control del Tráfico Marítimo —perteneciente a la Armada Argentina— situada en el cabo del Espíritu Santo (en la isla Grande de Tierra del Fuego), junto al faro chileno homónimo, y a una base de ese país, que hace lo propio cuando las embarcaciones circulan ya por sus aguas.
Clima
El clima es semiárido, con una temperatura media anual de unos 6 °C, las precipitaciones anuales (uniformemente distribuidas) rondan los 260 mm, siendo preponderantemente níveas las producidas fuera de la temporada cálida. La intensidad de las ráfagas puede ser de 70 a 90 km/h pero no es raro que alcancen velocidades superiores a los 120 km/h, soplando principalmente del cuadrante oeste y sudoeste. 
Costas
Las costas del lado insular exhiben un acantilado activo de entre 40 a 55 metros. Las del lado continental son bajas, areno-limosas, con abundantes guijarros, quedando diariamente bajo las aguas al presentar toda el área importantes amplitudes de marea, con medias de 5,70 m.

## Los gasoductos Transmagallánicos argentinos

### El primer gasoducto Transmagallánico argentino
El primer gasoducto submarino argentino a través del Estrecho de Magallanes fue inaugurado en el año 1978, como parte del Gasoducto "San Martín" (ex "Austral"), el que fue erigido por Techint para Gas del Estado entre 1975 y 1978. La empresa privada empleó 850 personas, las que trabajaron al aire libre bajo un clima severo, gélido durante el invierno, fangoso en el deshielo y muy ventoso en primavera y verano.
Logró así transportar por él el fluido desde la planta de tratamiento de Gas de YPF frente a la bahía de San Sebastián hasta sus pares de El Cóndor y Cerro Redondo en la provincia de Santa Cruz. Tres años después, desde San Sebastián se prolongó hacia el sur el tendido hasta alcanzar Ushuaia, luego de 280 kilómetros. Los trabajos estuvieron dirigidos por el ingeniero italiano Pierluigi Caironi.
El barco utilizado para depositar el tendido en el fondo marino tenía posicionamiento “por campos de anclas”, lo que hacía que se moviera a través de la recuperación de las cadenas de anclas, reubicadas por barcos de apoyo cuando estas llegaban al límite del movimiento establecido. A diferencia del método que se aplicaría 30 años después, este proceso demandaba mucho tiempo, por lo que el avance de los trabajos era muy lento. Con un cronograma de obra extendido el barco se exponía a sufrir condiciones climáticas y marinas hostiles, que resultaban en paralizaciones de las tareas.

#### Trazado elegido
En aquella época, las jurisdicciones en los territorios emergidos (hasta la línea de las más bajas mareas) correspondientes a la Argentina y Chile en esa zona ya hacía casi un siglo que estaban bien definidas (el meridiano del hito colocado en el cabo Espíritu Santo), pero restaba aún acordar la soberanía de las áreas marinas. El derecho jurídico del mar señala que, salvo que un tratado especifique lo contrario, las asignaciones de litorales costeros implicaba la de los territorios marítimos que desde ellos se proyectan, haciendo frontera con los territorios de otras naciones en los puntos marítimos que son equidistantes a ambas costas. Como los tratados entre ambos países no habían dado indicaciones sobre el deslinde de las porciones marítimas, debía aplicarse el principio de equidistancia, por lo que desde el borde (no cubierto por las mareas) territorial de Chile del paso interoceánico correspondiente al tramo costero comprendido entre el cabo del Espíritu Santo por el sur y la punta Catalina por el norte, se proyectaba, hacia el naciente, mar territorial chileno sobre aguas ubicadas más hacia el este de la recta Espíritu Santo - punta Dungeness. Es por esta razón que no era conveniente que la Argentina tendiese un gasoducto sobre el lecho de aguas que luego un tribunal internacional podría adjudicar a Chile. Para evitar el riesgo económico y los problemas políticos que ello traería aparejado, el estado argentino procedió a realizar un tendido que en vez de ser lo más recto posible, tuviese un arrumbamiento hacia el este (la derecha de sur a norte) que luego corrige al acercarse al continente, eludiendo de este modo las aguas conflictivas al bordearlas por el este.
Igualmente, la construcción del gasoducto motivó que, el 8 de junio de 1978, el gobierno chileno enviara una nota de reserva de derechos a su par trasandino (la que sería luego devuelta, bajo el argumento de que “carece de justificación”):

”formular una formal reserva de todos los derechos que corresponden a la República de Chile en la región del acceso oriental del Estrecho de Magallanes, sea que esos derechos se relacionen con la soberanía propiamente tal o con derechos soberanos y exclusivos respecto de la exploración y explotación de los recursos naturales existentes en los espacios marítimos y zonas submarinas”.

### El segundo gasoducto Transmagallánico argentino
El segundo ducto de gas natural que la Argentina construyó en el lecho del Estrecho de Magallanes fue denominado de varias maneras: «Gasoducto Nuevo Cruce del Estrecho de Magallanes», «Gasoducto Duplicación del Cruce del Estrecho de Magallanes», «Gasoducto Segundo Cruce del Estrecho de Magallanes», «Segundo Gasoducto Transmagallánico», etc.
El segundo gasoducto transmagallánico posee una longitud total de 36 620 m, de los cuales cerca de 35 700 m son netamente submarinos. En 20 km del sector central la cañería está simplemente apoyada en el lecho marino, pero en ambos largos extremos del tendido esta se encuentra enterrada, siendo el tramo que va hacia la isla Grande de 10 km en esta condición y el que la une al sector continental, de 6 km. En la parte más profunda del canal corre por el lecho marino a 70 metros de la superficie. Su trazado corre paralelamente junto al primero, del año 1978, y a una distancia de 50 metros al oeste del primero, separación que se reduce hasta 12 metros al llegar a ambas riberas.
Se debió realizar un riguroso estudio de impacto ambiental dado que próximo a la cabecera septentrional se sitúa una de las colonias de pingüinos patagónicos más grandes del mundo.

#### Empresas responsables y financiamiento
El proyecto fue llevado adelante por el Ministerio de Planificación Federal, Inversión Pública y Servicios, por medio del Ente Nacional Regulador del Gas (ENARGAS). El gerenciamiento y supervisión de la obra correspondió a la empresa “Transportadora de Gas del Sur” (TGS).
Los trabajos en tierra insumieron las labores de 200 operarios argentinos y fueron responsabilidad de la empresa nacional “Contreras Hermanos.” La ejecución del tendido submarino le correspondió al consorcio holandés “Boskalis Offshore bv”-“Boskalis International bv” y “All Seas Pipeline Contractors S. A.”, luego de ganar una licitación internacional. El total de trabajadores y técnicos que insumieron las 3 secciones fue de 900 personas.
El costo total representó u$s 314 millones. Para su financiación se creó el denominado “Fideicomiso de Gas – Fideicomiso de Obra Sur” o “Austral” administrado por el Banco Nación (a través de “Nación Fideicomiso”), mediante la resolución N° 185/04 del Ministerio de Planificación Federal, Inversión Pública y Servicios. Además del Gobierno nacional de la Argentina, estuvo constituido por las 8 mayores empresas petroleras instaladas en el país, desembolsando cada una cerca de u$s 30 millones (un total de u$s 185 millones). Estas son: YPF (que en esa época pertenecía a Repsol de España y a la familia Eskenazi), Pan American Energy (de la inglesa BP y de la familia Bulgheroni), Total (de Francia), Petrobras (de Brasil), Apache (estadounidense) y Wintershall (de Alemania). Aportes pequeños corrieron por cuenta de Oxy (estadounidense, u$s 700 000) y Tecpetrol (de Techint, u$s 360 000). El dinero restante fue obtenido a través de cargos fijos a la demanda a todos los usuarios, y financiados con fondos del Anses.
Luego de cuatro años de estudio y planificación, la obra comenzó en los primeros días de noviembre de 2009 y fue inaugurada el 15 de marzo de 2010. Ambos ductos poseen una capacidad de transporte de 17,5 millones de m³ diarios, lo que representa el 14 % de las necesidades de ese país. El origen del gas es de dos cuencas (Aries y Carina) ubicadas 60 km mar adentro frente a la costa atlántica fueguina, operadas por el consorcio integrado por las empresas Pan American Energy, Wintershall y Total, si bien con lo producido por solo una de ellas (Carina) ya es posible cubrir el total de máxima capacidad de transporte de la nueva obra. También se transporta la producción de yacimientos terrestres del norte de la provincia operados por las empresas Apache y Roch. Esto permitió a la provincia de Tierra del Fuego un incremento de su renta por regalías de hasta u$s 35 millones al año.

#### Características de las tuberías e instalación
Se emplearon 3140 tuberías de 12 metros de largo, 24 pulgadas de diámetro y 15,9 mm de espesor, cada una con pesos de 8800 kg y 14 800 kg. Estos caños están cubiertos de polietileno, revestimiento anticorrosivo y hormigón, con espesor de entre 70 y 130 mm, según la profundidad en la cual se colocaría el tramo. Fueron adquiridos en el año 2006 por licitación internacional, y la empresa ganadora (Confab) se encargó de transportados hacia el sur por tierra y entregarlos en el puerto de punta Quilla (Santa Cruz). Desde allí fueron embarcados hasta un fondeadero en el canal Beagle, en el cual fueron transferidos a otra embarcación.
Se trató del barco factoría “Solitaire”, que se especializa en el tendido de cañerías submarinas, siendo en su tipo el más grande del mundo, con 300 metros de eslora y una tripulación de 400 personas. Esta embarcación posee un sistema de posicionamiento dinámico, gracias a que puede girar 360 grados cada uno de los 10 motores, con hélices de alta potencia, posicionados en sus laterales, activados por el control automático que ejerce una computadora (cerebro), conectada al sistema GPS, logrando eficazmente que el barco se mantenga en la ubicación de las coordenadas deseadas. Sobre la misma superficie del barco se ensamblaron y se aplicó soldadura de doble junta a las cañerías, formando tramos de 70 metros, los que luego fueron sumergidos en las aguas del estrecho, sobre la traza longitudinal previamente dragada (por el barco-draga “Prins der Nederlanden”), para dar mejor estabilidad al ducto. Esta embarcación era también de avanzada, con capacidad para dragar hasta profundidades de 80 m.
De esta manera se depositó 30 200 metros de cañería en el fondo marino. En las proximidades de ambas costas, y con el objetivo de dar una mayor estabilidad y menor fatiga a los materiales, se procedió a enterrar el tendido en el lecho marino a profundidades de hasta 2 metros. De lado fueguino se construyeron 12 tiras de caños, cada una de cerca de 550 m de longitud (con un total de aproximadamente 6600 m), las que luego fueron arrastradas a las aguas del estrecho mediante la técnica conocida como ‘‘pull out’’ en la cual un “winch” (malacate de 800 t) instalado en el barco “Pontra Maris” realizaba la tracción. Al comienzo se había empleado del lado continental un sistema similar (“pull-in”) para unir mediante un “winch” en tierra firme el tendido de Santa Cruz con la cañería que sería desarrollada por el “Solitaire”, mediante el empleo de un cabezal que este liberó.
Finalmente, a 6,6 km de la isla y a 25 metros de profundidad, ambos tramos lograron ser unificados mediante una específica pieza de cañería de interconexión en forma de “S”, fabricada bajo el agua por buzos especializados holandeses, los que operaron sobre el lecho marítimo con un equipo robotizado, ayudados por el empleo de láser y sistemas acústicos de medición.

## Asignación hidrográfica de las aguas
En la obra Limits of ocean and seas, publicada por la Organización Hidrográfica Internacional en el año 1953, se señala que, para fines de uniformidad cartográfica, la boca oriental del estrecho de Magallanes es la línea que une el cabo Espíritu Santo con el cabo Vírgenes. Este último fue considerado como el límite nororiental del estrecho por casi cinco siglos, a partir de su descubrimiento por occidentales en 1520, obra de Fernando de Magallanes. En el año 2001 fue presentado un proyecto que pretendía modificar el punto septentrional de dicho límite, para hacerlo coincidir con el del límite internacional marítimo convenido entre la Argentina y Chile mediante el Tratado de Paz y Amistad de 1985 (punta Dungeness), pero dicho proyecto no llegó a ser votado. Como además los países miembros no lograron ponerse de acuerdo sobre las modificaciones que deberían implementarse en una posible nueva edición de la citada obra, la misma no se publicó, por lo que hacia mediados de 2015 la edición en vigencia continúa siendo la de 1953. 
Esto es concordante con múltiples documentos oficiales del estado argentino posteriores al tratado de 1985 (y aún en 2015) en los que, en coincidencia con la postura tradicional de ese país, se considera al límite del Estrecho por el naciente como la línea que une el cabo Vírgenes con el cabo Espíritu Santo, y con esa línea más la que une este último cabo y la punta Dungeness se conforma un triángulo de aguas de soberanía argentina dentro de la boca oriental del Estrecho de Magallanes. 
Por ejemplo, el Servicio de Hidrografía Naval Argentino proporciona información de las tablas de mareas de las aguas argentinas, titulando una de ellas como “Estrecho de Magallanes (Boca Oriental)”, dando para la misma las coordenadas: 52°30′S 68°28′W, es decir, alrededor de 2,2 km al este de la línea Espíritu Santo-Dungenes. El mismo Servicio de Hidrografía señala como la ubicación del Faro Cabo Vírgenes ‘‘...en Cabo Vírgenes, a la entrada del estrecho de Magallanes, en la provincia de Santa Cruz.’’ De igual manera, en el acuerdo firmado el 19 de marzo de 2010 entre las provincias de Santa Cruz y Tierra del Fuego sobre la percepción de las regalías hidrocarburíferas de las plataformas de la cuenca austral que operan ...en el Estrecho de Magallanes, «Área Magallanes», es decir, entendiendo al estrecho solo en su carácter de accidente hidrográfico y con una área espacial algo más amplia hacia el este, la cual se correspondería con las aguas marítimas que separan ambas jurisdicciones provinciales.
En la porción costera santacruceña se encuentra la reserva cabo Vírgenes; en las referencias para la misma (al igual que para el cabo homónimo) se señala repetidamente que se encuentra en la boca oriental del Estrecho de Magallanes.
Cuando en mayo de 2012 se inauguró la etapa submarina (de 40 km de largo) del tendido de fibra óptica que interconectó ambas provincias, se indicó que era ...a través del Estrecho de Magallanes, aclarando incluso la gobernadora fueguina que aún restaba realizar un tendido en tierra ...de 30 kilómetros hacia el norte y otro hacia el sur del Estrecho de Magallanes...
Finalmente, en el segundo tendido del gasoducto transmagallánico, las indicaciones que el mismo se realizaba bajo las aguas del Estrecho de Magallanes fueron infinidad de veces referidas por medios oficiales, incluso de la cancillería y por la propia presidenta Cristina Fernández de Kirchner. El propio fideicomiso por medio del cual se reunieron los fondos para construirlo rezaba: “Tendido y montaje de un gasoducto submarino paralelo al existente para el cruce del Estrecho de Magallanes (boca oriental del Estrecho de Magallanes) uniendo Cabo Espíritu Santo en la Provincia de Tierra del Fuego y Cabo Vírgenes en la Provincia de Santa Cruz”. “Ubicación: Cabo Espíritu Santo (Provincia de Tierra del Fuego) - Cabo Vírgenes (Provincia de Santa Cruz) - Estrecho de Magallanes, República Argentina”.
Pero, a diferencia de lo que ocurría en buena parte del siglo XX, estas afirmaciones de la Argentina de su dominio sobre la boca oriental del Estrecho de Magallanes no van acompañadas de reclamaciones de derechos de coadministración con Chile del cruce marítimo interoceánico. Desde hace más de 30 años (a partir de la firma del tratado de 1985) ningún miembro del estado argentino ha vuelto a exponer esa antigua demanda, ni oficial ni extraoficialmente. Solo se observa que se hace esta alusión únicamente desde dos aspectos. El primero es desde un carácter geográfico (bajo el axioma: “aguas entre Tierra del Fuego y el continente= estrecho”). El otro es con un fin turístico, en concordancia con el cambio de la traza del extremo austral de la emblemática Ruta Nacional 40 de la Argentina (ocurrido el 24 de noviembre de 2004), cambiando el comienzo —que se situaba en punta Loyola— y situándolo en el cabo Vírgenes, con la asignación de fondos para su reforma y acondicionamiento y la elevación a la condición de destacado producto turístico de dicho país. 
De allí que, como estrategia, al emplear el concepto “Estrecho de Magallanes”, se lo suma a la oferta promocionada para atraer visitantes extranjeros a recorrer dicha carretera; por ejemplo en la edición de la Guía Michelin específica para esa ruta, citándola como: “La ruta que recorre el país desde el Estrecho de Magallanes hasta la frontera con Bolivia”. De este modo actúa como un imán, al ser este nombre geográfico uno de los mejor posicionados y reconocidos internacionalmente de los ubicados en el extremo sur americano, junto con los de “Tierra del Fuego”, “cabo de Hornos” y el más amplio “Patagonia”.